# Dino De Antoni

Wappen von Erzbischof Dino De Antoni

Dino De Antoni (* 12. Juli 1936 in Chioggia; † 22. März 2019 in Gorizia) war ein italienischer Geistlicher und römisch-katholischer Erzbischof von Gorizia.

## Leben
Dino De Antoni, jüngstes von zwölf Kindern, empfing nach seiner theologischen Ausbildung am 23. Oktober 1960 die Priesterweihe für das Bistum Chioggia. Er absolvierte ein Studium des kanonischen Rechts an der Päpstlichen Lateranuniversität. Nach Tätigkeit in der Seelsorge und im Ordinariat wurde er 1977 Bischofsvikar für das Apostolat der Laien. 1981 erfolgte die Ernennung zum Erzpriester der Kathedrale von Chioggia. 1988 wurde er Generalvikar der Diözese Chioggia und von den Bischöfen Alfredo Magarotto und Angelo Daniel jeweils bestätigt. 1989 und 1997 war er Diözesanadministrator.
Papst Johannes Paul II. ernannte ihn am 2. Juni 1999 zum Erzbischof von Gorizia. Der Bischof von Chioggia, Angelo Daniel, spendete ihm am 15. September desselben Jahres die Bischofsweihe; Mitkonsekratoren waren Antonio Vitale Bommarco OFMConv, Alterzbischof von Gorizia, und Alfredo Magarotto, Bischof von Vittorio Veneto.
Am 28. Juni 2012 nahm Papst Benedikt XVI. das von Dino De Antoni aus Altersgründen vorgebrachte Rücktrittsgesuch an.